# Stora Tjärnet, Västergötland
Stora Tjärnet är en sjö i Mölndals kommun i Västergötland och ingår i Kungsbackaåns huvudavrinningsområde.